# Speers (Saskatchewan)
Speers es un pueblo canadiense situado en la provincia de Saskatchewan.

## Superficie
Speers tiene una superficie de 0,68 km².

## Demografía
En 2021, tenía 72 habitantes, una densidad poblacional de 106,3 hab./km², y 37 viviendas.